# Saar Rogiers
Saar Rogiers ist eine belgische Schauspielerin.

## Leben und Karriere
Rogiers wurde in Brügge geboren. Sie besuchte die Kunsthumaniora Brugge. Ihren Durchbruch erzielte sie 2023 mit der Hauptrolle der "Lena" im Film Zeevonk. Für ihre Darstellung erhielt Rogiers den Preis als Beste Schauspielerin beim Bosporus Film Festival in der Türkei. 2024 war sie in dem Film Young Hearts zu sehen.

## Filmografie
- 2023: Zeevonk
- 2024: Young Hearts